# UK Music Hall of Fame
La Uk Music Hall Of Fame onora i musicisti che hanno raggiunto una fama illimitata a livello mondiale. I musicisti membri possono essere di qualsiasi nazionalità.
La Hall Of Fame nasce nel 2004 con l'inserimento di cinque membri fondatori e altri cinque membri selezionati con il televoto del pubblico, per un totale di due da ognuno dei precedenti cinque decenni. Dagli anni successivi, un gruppo di oltre 60 giornalisti ed impiegati nell'industria musicale decide quali musicisti inserire nella Hall Of Fame.

## Artisti inseriti nel 2004
- Elvis Presley
- The Beatles
- Bob Marley
- Madonna
- U2
- Rolling Stones

In aggiunta, il pubblico ebbe l'opportunità di aggiungere un artista per ogni decennio, da cinque liste di dieci nomi ciascuna. I cinque membri scelti dal pubblico nell'ottobre 2004 furono:
- Cliff Richard e The Shadows
- The Rolling Stones
- Queen
- Michael Jackson
- Robbie Williams

Le liste dei musicisti eleggibili erano:
- '50: Billie Holiday, Buddy Holly, Chuck Berry, Cliff Richard and The Shadows, Ella Fitzgerald, Frank Sinatra, Johnny Cash, Little Richard, Louis Armstrong, Miles Davis
- '60: The Beach Boys, Aretha Franklin, Bob Dylan, Diana Ross and The Supremes, James Brown, Jimi Hendrix, The Kinks, The Rolling Stones, Simon and Garfunkel, The Velvet Underground
- '70: ABBA, The Bee Gees, The Clash, David Bowie, Elton John, Led Zeppelin, Pink Floyd, Queen, Sex Pistols, Stevie Wonder, genesis
- '80: Bruce Springsteen, Beastie Boys, George Michael, Guns N' Roses, Joy Division, Michael Jackson, Prince, Public Enemy, R.E.M., The Smiths
- '90: Blur, Dr. Dre, Missy Elliot, Nirvana, Oasis, The Prodigy, Radiohead, Red Hot Chili Peppers, Spice Girls

## Artisti inseriti nel 2005
- Eurythmics
- Aretha Franklin
- Jimi Hendrix
- Bob Dylan
- Joy Division/New Order
- The Who
- The Kinks
- Pink Floyd
- Black Sabbath/Ozzy Osbourne

## Artisti inseriti nel 2006
- James Brown
- Led Zeppelin
- Rod Stewart
- Brian Wilson
- Bon Jovi
- Prince
- Dusty Springfield